# Herbie Hancock
Herbert Jeffrey "Herbie" Hancock (født 12. april 1940 i Chicago) er en amerikansk jazz-, fusion-, funk- og popmusiker. Han er kendt i experimentaljazzen og i relation til producer-virksomhed. Har spillet jazz sammen med Miles Davis i 60erne. Da Miles Davis i slut 60erne ønskede en mere elektrisk lyd, blev Herbie præsenteret for det elektriske Fender Rhodes. En elektrisk lyd Hancock forsatte med i sit jazz/funk band Headhunters.
Egen gruppe Headhunters fra 1973, hvor han spillede keyboards som Fender Rhodes, Hohner D6 Clavinet, Mini Moog og ARP synthesizer.
Samme år solgte han guld for første gang.
Funknummeret Chameleon blev et stort hit i 1973.
Op gennem 70erne blev Hancocks plader mere og mere poppede, dog arbejdede han som sidemand i andre jazz-sammenhænge bl.a. i VSOP: The Quintet, hvor Hancock spillede jazz sammen med Tony Williams (trommer), Freddie Hubbard (trompet), Wayne Shorter (Saxofon) og Ron Carter (bas).
I 80'erne crossover til hiphop.
Fra Future Shock pladen (1983) blev "Rockit" et kæmpe hit på verdensplan bl.a. takket være en prisvindende og nyskabene musikvideo af Godley & Creme med nogle robotdukker, som bevæger sig efter rytmerne.